# Txus Di Fellatio
Jesús María Hernández Gil, plus connu sous son nom de scène Txus Di Fellatio, est un musicien basque espagnol, auteur et batteur du groupe de folk metal Mägo de Oz.

## Biographie
Txus commence très tôt la musique. Enfant, il voulait être musicien et footballeur. Masseur sportif pendant trois ans, et pratiquant le futsal pendant huit ans, il rejoindra la sélection nationale de futsal au poste de gardien. Il laisse ensuite le football pour se consacrer à son autre passion, la musique. C'est ainsi qu'en 1988, il fonde avec son ami Juanma (premier chanteur de Mägo de Oz), le groupe « Transilvania », au sein duquel il devient batteur.
N'ayant jamais étudié les percussions, son intégration au groupe se fait lentement, d'autant qu'il n'y consacra pas tout de suite tout son temps, envisageant de reprendre plus tard sa carrière sportive. Lorsqu'il y renonce finalement, en plus d'être batteur, il devient également auteur des chansons du groupe qui prend son nom définitif de Mägo de Oz.
Les textes de Di Fellatio traitent essentiellement de la tolérance, de pensées anti-racistes et encouragent également à être persévérant sur le « chemin de briques jaunes » ; le nom du groupe « Mago de Oz » est tiré du roman Le Magicien d'Oz.
Il ne pratique aucune religion, car elles sont selon lui racistes et discriminatoires. Ainsi, une de ses phrases du disque Gaia II, la Voz Dormida dit : « No creo en un altar que salve mi fe, ser honesto es mejor que un cielo lleno de himnos » (que l'on pourrait traduire par : « Je ne crois pas en un autel qui puisse sauver ma foi, être honnête vaut mieux qu'un ciel rempli d'hymnes »).
Txus écrit son premier livre El Cementario de los Versos Perdidos (le Cimetière des Vers Perdus) et le publie le 23 octobre 2006. Il s'agit en réalité d'un disque-livre de 52 pages contenant un CD avec des poèmes qu'il récite lui-même, ainsi que quatre chansons. Ce livre est dédié à Big Simon par la phrase suivante : « À la mémoire de Simón Echevarría (Big Simón), une belle âme devenue chanson » ; « A la memoria de Simón Echevarría (Big Simon), un alma bella que se convirtió en canción ».